# Iraklı Uznadze
Iraklı Uznadze (18 de mayo de 1972) es un deportista turco que compitió en judo. Ganó cuatro medallas en el Campeonato Europeo de Judo entre los años 1995 y 2002.
Participó en los Juegos Olímpicos de Atlanta 1996, donde fiinalizó séptimo en la categoría de –78 kg.

## Palmarés internacional
| Campeonato Europeo | Campeonato Europeo       | Campeonato Europeo | Campeonato Europeo |
| Año                | Lugar                    | Medalla            | Categoría          |
| ------------------ | ------------------------ | ------------------ | ------------------ |
| 1995               | Birmingham (Reino Unido) | Medalla de bronce  | –78 kg             |
| 1998               | Oviedo (España)          | Medalla de bronce  | –81 kg             |
| 2001               | París (Francia)          | Medalla de bronce  | –81 kg             |
| 2002               | Maribor (Eslovenia)      | Medalla de oro     | –81 kg             |